# Marshmallow World
Marshmallow World (lett. "Mondo di caramella") - conosciuta anche come A Marshmallow World o It's a Marshmallow World - è una celebre canzone natalizia statunitense, scritta nel 1949 da Carl Sigman (autore del testo) e da Peter DeRose (autore delle musiche).
La prima incisione in assoluto fu ad opera di Bing Crosby nel 1950. Tra le prime versioni, degne di nota furono anche quelle di Ray Anthony (1950), di Vic Damone (1951); popolari furono anche le versioni di Darlene Love (contenuta nell'album di Phil Spector del 1963 A Christmas Gift for You from Phil Spector) e di Dean Martin (The Dean Martin Christmas Album, 1966).

## Testo
Il testo è composto da 6 strofe e descrive la stagione invernale come un periodo in cui il mondo, per via della neve, è "morbido" come una caramella gommosa (marshmallow), ed il sole è rosso come una testa di zucca (pumpkin head); viene detto inoltre che tale periodo è "fatto per gli innamorati" (made for sweethearts), che vengono invitati a "fare una passeggiata con la propria ragazza preferita" (take a walk with your favourite girl). Il brano, quindi, pur essendo famoso come canzone natalizia, non parla esplicitamente del Natale.

## Versioni discografiche varie
Oltre alle citate versioni di Bing Crosby, Ray Anthony, Vic Damone, Darlene Love e Dean Martin, il brano è stato anche inciso, tra gli altri da.: The Cheetah Girls (Cheetah-licious Christmas, 2005), The Duprees, Fireside Singers, Ella Fitzgerald, Brenda Lee, John Mathis, Emile Pandolfi, Frank Sinatra, Kim Stockwood.